# João Luís da Graça Zagallo Vieira da Silva
João Luís da Graça Zagallo Vieira da Silva (Estremoz, 24 de setembro de 1916 - Portel, 10 de maio de 1979) foi um veterinário e político português durante o período do Estado Novo.

## Biografia
João Luís da Graça Zagallo Vieira da Silva nasceu, a 24 de Setembro de 1916, em Estremoz, distrito de Évora, cidade na qual morou até ao inicio da sua vida adulta na residência de família, o Palacete Vieira da Silva.
Filho de João Lopes Nunes Vieira da Silva e de sua mulher Elisa Carmen Reynolds da Graça Zagallo, licenciou-se em Medicina Veterinária pela Faculdade de Medicina Veterinária da Universidade Técnica de Lisboa.
Desposou Maria Violeta de Castro Gião Carneiro, com quem teve três filhos: José Maria Carneiro Vieira da Silva, Elisa Carmen Carneiro Vieira da Silva e Maria de Lourdes Carneiro Vieira da Silva.

### Serviço público
Na função pública, desempenhou as seguintes funções: 
- Presidente da Câmara Municipal de Évora
- Vice-Presidente da Câmara Municipal de Évora
- Vereador da Câmara Municipal de Évora
- Presidente da Comissão Administrativa da Federação dos Municípios do Distrito de Évora
- Vogal da Comissão Distrital de Évora da União Nacional
- Médico Veterinário da Direcção-Geral dos Serviços de Pecuária
- Procurador à Câmara Corporativa (VIII Legislatura, 1961-1965) na secção de "Autarquias Locais".[1]
- Governador Civil do Distrito de Beja (de 9 de Outubro de 1968 a 25 de Novembro de 1972)
- Governador Civil do Distrito de Évora (de 25 de Novembro de 1972 ao 25 de Abril de 1974)

Durante o seu mandato de Presidente da Câmara Municipal de Évora foram concretizadas várias obras de importância social, cultural, económica e desportiva para a população do concelho, nomeadamente:
- Residências Sociais
- Levantamento do património artístico do concelho de Évora e arrolamento das freguesias rurais [2]
- Complexo desportivo das piscinas municipais de Évora [3]

Foi também colaborador da Fundação Eugénio de Almeida e do Hospital do Patrocínio.

## Homenagens
É homenageado com o nome de um logradouro, na freguesia da Malagueira, na cidade de Évora.

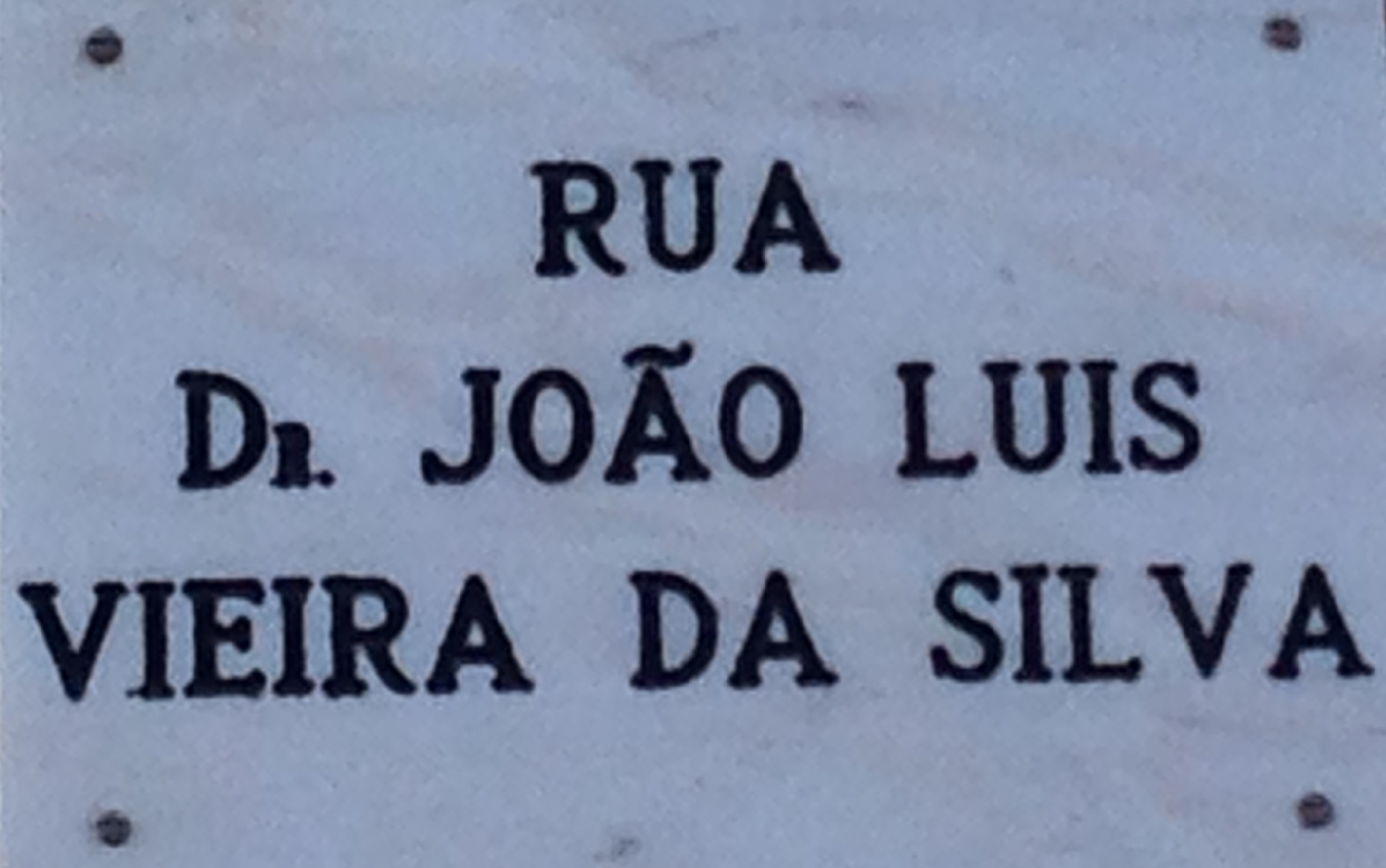
Placa toponímica